# William Meynard
William Meynard (Marsella, Francia, 11 de julio de 1987) es un nadador francés especializado en pruebas de estilo libre, donde consiguió ser medallista de bronce mundial en 2011 en los 100 metros.

## Carrera deportiva
En el Campeonato Mundial de Natación de 2011 celebrado en Shanghái ganó la medalla de bronce en los 100 metros estilo libre, con un tiempo de 48.00 segundos, tras el australiano James Magnussen  (plata con 47.63 segundos) y el canadiense Brent Hayden  (plata con 47.95 segundos).